# 開片
開片，陶瓷術語，指瓷器釉層不完全開裂而形成的一種特殊的肌理效果。
開片本為瓷器釉面的一種自然開裂現象，開裂的常見原因有二：一是器物成型時坯泥祇在單一方向延伸，影響了分子的排列，燒結時應力不均衡；二是坯體與釉料的熱膨脹系數相差較大，焙燒後冷卻時釉層收縮率大。
開片最初是陶瓷工藝的一種缺陷，因為如果釉面完全開裂，就會形成縮釉以及脫釉。後來人們掌握了開片的規律，開片即被利用作為一種釉面裝飾。隋代白瓷上的開片尚屬自然開裂，還未形成人為性的裝飾。 宋代汝窯始用開片裝飾。
開片對於古代的斷代和鑒定有著重要的參考價值。